# National Football League Cup
La National Football League Cup, conosciuta anche come Castle Cup per ragioni di sponsorizzazione, fu la coppa organizzata dalla lega professionistica di calcio sudafricana NFL, fondata nel 1959.

## Albo d'oro
| Stagione | Vincitore         | 2º classificato   |
| -------- | ----------------- | ----------------- |
| 1959     | Joburg Rangers    | Germiston Callies |
| 1960     | Durban City       | Joburg Ramblers   |
| 1961     | Highlands Park    | Durban City       |
| 1962     | Durban City       | Joburg Ramblers   |
| 1963     | Addington         | Southern Suburbs  |
| 1964     | Durban City       | Jewish Guild      |
| 1965     | Highlands Park    | Arcadia Shepherds |
| 1966     | Highlands Park    | Arcadia Shepherds |
| 1967     | Highlands Park    | Joburg Rangers    |
| 1968     | Durban City       | Highlands Park    |
| 1969     | Maritzburg        | Cape Town City    |
| 1970     | Cape Town City    | Highlands Park    |
| 1971     | Cape Town City    | Durban City       |
| 1972     | Durban Utd        | Durban City       |
| 1973     | Highlands Park    | Florida Albion    |
| 1974     | Arcadia Shepherds | Highlands Park    |
| 1975     | Highlands Park    | Arcadia Shepherds |
| 1976     | Cape Town City    | Hellenic          |
| 1977     | Lusitano Club     | Durban Utd        |

## Vittorie per squadra
| Squadra           | Vittorie | Stagione                           |
| ----------------- | -------- | ---------------------------------- |
| Highlands Park    | 6        | 1961, 1965, 1966, 1967, 1973, 1975 |
| Durban City       | 4        | 1960, 1962, 1964, 1968             |
| Cape Town City    | 3        | 1970, 1971, 1976                   |
| Joburg Rangers    | 1        | 1959                               |
| Addington         | 1        | 1963                               |
| Maritzburg        | 1        | 1969                               |
| Durban Utd        | 1        | 1972                               |
| Arcadia Shepherds | 1        | 1974                               |
| Lusitano Club     | 1        | 1977                               |